# Dugo Polje
Dugo Polje (serbisches-kyrillisch: Дуго Поље) ist ein Dorf in Serbien.

## Geographie
Das Dorf befindet sich in der geographischen Region Banja, in der Opština Sokobanja, im Okrug Zaječar, im Osten Serbiens. 
Dugo Polje ist das einzige Dorf im östlichen Teil des Banja-Beckens, das an dessen südlichen Rand grenzt, unterhalb des Kalksteinabschnitts des Gebirges Devica. Im östlichen Dorfgebiet befindet sich der sehenswerte Felsen Samar Kamen. 
Das Dorf liegt auf einer schmalen Terrasse, vollständig oberhalb des Flusstales der Moravica. Auf dem Dorfterritorium befindet sich auch die bekannte Moravica-Schlucht. Diese folgenden Quellen gehören zu den wichtigsten im Ort: Vrelo, Klisura, Belovac, Golemi Kladenac und Tezga.
Dugo Polje liegt durchschnittlich auf einer Höhe von 443 m über dem Meeresspiegel, maximal erreicht es eine Höhenlage von 520 Metern. 
Der stärkste Wind im Dorf kommt von südlicher Richtung. Bisweilen sei der Südwind so stark: Das er die Dachziegel von den Häusern reiße.
Eine Dorfstraße verläuft über die gesamte Länge des Dorfes. Von Dugo Polje, das südöstlich der Gemeindehauptstadt gelegen ist, führen zwei Straßen hinunter zur Hauptstraße, die Sokobanja mit Knjaževac verbindet. 
Die am östlichen Ende gelegene Straße, führt zu den höher gelegenen Dörfern, und die am westlichen Ende gelegene Straße, führt nach Sokobanja selbst. Außerdem führen viele Wege zum Devica-Gebirge hin; wo von der wichtigste über die Lokalität Polom, verläuft.

## Dorftypus
Da das Dorf auf einer schmalen und langen Terrasse liegt, hat es in West-Ost-Richtung eine sehr langgestreckte Form. Damit unterscheidet es sich deutlich von den anderen Dörfern der Gegend, die überwiegend eine runde Form aufweisen. Die Länge des Ortes beträgt über 3,5 Kilometer. 
Die größte Häuserdichte herrscht rund um die Hauptstraße des Dorfes und in der Dorfmitte, wo sich die Schule und das alte Gerichtsgebäude befinden. Zu den Rändern hin wird die Bebauung immer spärlicher. Das Dorf ist in drei kleine Dorfteile gegliedert, die nach größeren Familien im Ort, benannt sind. In der Mitte liegt Matinska Mala, im Westen Pavlovska Mala und im Osten Kamenjarska Mala.
Die Dorfbewohner sind hauptsächlich in der Landwirtschaft und der Viehzucht tätig. Im Ort werden hauptsächlich Schafe und Ziegen gehalten. Auch eine kleine Milch- und Käseproduktion ist im Dorf etabliert. 
Unterhalb des Dorfes gibt es große landwirtschaftlich genutzte Areale, insbesondere bei den Flurnamen: Pašino Polje, Vrelo, Jusina Livada, Osmanova Livada, Prisađe, Ćatina Livada, Salkova Čuca, Kalinova Bara, Vetrili, Glogan, Zmijanac und Bigar. Die Felder und Wiesen entlang des Flusses Moravica sind besonders fruchtbar. 
Die Sommerweiden und der Dorfwald, des Dorfes, befinden sich im Gebirge Devica. Das Vieh wird, wie in anderen Dörfern der Gegend typisch, um den Feiertag der Mariä Verkündigung (Anfang April) auf die Sommerweiden getrieben und um den Feiertag der Kreuzerhöhung (Ende September) auf die Winterweiden, zurückgebracht. 

## Bevölkerung
Das Dorf hatte 2022 eine Einwohnerzahl von 359, während es 2011 noch 519 waren, nach den letzten drei Bevölkerungsstatistiken fällt die Einwohnerzahl weiter. Die Bevölkerung stellen Serben.

### Demographie
| Jahr | Einwohnerzahl |
| ---- | ------------- |
| 1948 | 1.353         |
| 1953 | 1.368         |
| 1961 | 1.322         |
| 1971 | 1.167         |
| 1981 | 1.060         |
| 1991 | 838           |
| 2002 | 690           |
| 2011 | 519           |
| 2022 | 359           |

## Geschichte
Auf dem Dorfgebiet wurden antike Überreste gefunden. Laut der örtlichen Erzählung soll der Dorfname Dugo Polje, von dem Umstand herrühren, dass hier in der Vergangenheit ein langes Feld, existierte. 
Das Wachstum des Ortes ist vor allem auf Zuwanderung zurückzuführen. Zur Zeit der türkischen Herrschaft waren die Häuser verstreut und in den Auwäldern und Wiesen versteckt, so dass man sie von Weitem nicht sehen konnte und niemand Fremdes wusste, dass sich dort ein Dorf befand. Später wurden sie zu Gruppen zusammengefasst. 
Die Gmitrovci und Ilinci waren die ersten Familien im Ort. Die letzteren Siedler zogen als Bauern nach Dugo Polje. 

## Religion
Im Dorf steht die neu erbaute serbisch-orthodoxe Christi-Himmelfahrts-Kirche, die zum Dekanat Sokobanja der Eparchie Timok, gehört.
Die Fundamente der Kirche wurden 2003 gesetzt. Von 2012 bis zum Oktober 2014 wurde die Kirche erbaut. Die Idee zum Kirchenbau kam von den Einwohnern von Dugo Polje selbst. Vor dem Bau der Kirche mussten die Dorfbewohner nach Sokobanja oder in die umliegenden Dörfer zum Kirchbesuch gehen.

## Belege
- Artikel über das Dorf auf der Seite www.poreklo.rs, (serbisch)
- Artikel über das Dorf auf der Seite www.soko-banja.org, (serbisch)
- Књига 9, Становништво, упоредни преглед броја становника 1948, 1953, 1961, 1971, 1981, 1991, 2002, подаци по насељима, Републички завод за статистику, Београд, мај 2004, ISBN 86-84433-14-9
- Књига 1, Становништво, национална или етничка припадност, подаци по насељима, Републички завод за статистику, Београд, фебруар 2003, ISBN 86-84433-00-9
- Књига 2, Становништво, пол и старост, подаци по насељима, Републички завод за статистику, Београд, фебруар 2003, ISBN 86-84433-01-7
- Artikel über die Kirche auf der Seite der Serbisch-orthodoxen Kirche, (serbisch)